# آبسرو (مقاطعة فيروزآباد)
آبسرو (بالفارسية: آبسرو) هي قرية تقع في قسم جايدشت الريفي (مقاطعة فيروزآباد) في إيران. يقدر عدد سكانها بـ 0 نسمة بحسب إحصاء 2016.